# British Film Designers Guild
Die British Film Designers Guild (B.F.D.G.) ist ein britischer Berufsverband, der aus der Society of British Film Directors and Designers hervorging, die im Jahr 1946 gegründet wurde.
Im Gegensatz zum amerikanischen Ableger, der Art Directors Guild, ist die britische Berufsvereinigung der Filmdesigner keine Gewerkschaft. Die British Film Designers Guild hat Mitglieder aus allen Bereichen des Art Departments, von Zeichnern bis zu Kostümbildnern, von Dekorateuren bis zu Produktionsdesignern. Die Organisation, die einem Netzwerk unter den britischen Filmschaffenden gleichkommt, setzt sich zum Ziel, die Film- und Fernsehkunst in Großbritannien zu fördern.

## Bekannte Mitglieder
- Ken Adam, Produktionsdesigner – Dr. Seltsam oder: Wie ich lernte, die Bombe zu lieben, Ipcress – streng geheim, Barry Lyndon
- Jonathan Barry, Produktionsdesigner – Uhrwerk Orange, Star Wars
- Gavin Bocquet, Produktionsdesigner – Star Wars: Episode III – Die Rache der Sith
- John Box, Produktionsdesigner & B.F.D.G. Ex Officio – Lawrence von Arabien, Doktor Schiwago, Reise nach Indien
- Allan Cameron, Produktionsdesigner – The Da Vinci Code – Sakrileg
- Peter Lamont, Produktionsdesigner & B.F.D.G. Ex Officio – Titanic, True Lies & mehrere James-Bond-Filme
- Tony Masters, Produktionsdesigner – 2001: Odyssee im Weltraum
- Anthony Pratt, Produktionsdesigner – Das Phantom der Oper
- Michael Stringer, Produktionsdesigner/Art director & G.F.A.D. Ex Officio – Casino Royale, Anatevka
- Lindy Hemming, Kostümdesigner – James Bond 007: Casino Royale, Topsy-Turvy – Auf den Kopf gestellt

## Publikationen
- British Broadcasting B.B.C. online news report inc. BFDG/Collecting society
- Memorandum submitted by the Cine Guilds of Great Britain U.K. Government – House of Commons report
- The objectives of the C.G.G.B. Cine Guilds of Great Britain